# NGC 80
NGC 80はアンドロメダ座にあるレンズ状銀河。くじら座にある棒渦巻銀河のNGC 47やアンドロメダ座のNGC 68と相互作用を起こしている。周囲の銀河とNGC 80銀河群を形成しており、そのグループ内で最も明るい銀河である。
イギリスの天文学者ジョン・ハーシェルによって1828年8月17日に発見された。ニュージェネラルカタログを編纂したドイツの天文学者ジョン・ドライヤーはこの天体について、「小さくかすかで丸く見えるが、中心部だけ明るい」と記録している。
2013年5月18日には、12等級まで明るくなっていたC/2012 F6 レモン彗星と見かけ上0.21度まで接近した。

## 観測された物理量
NGC 80はNGC 80銀河群を代表する銀河であるため、複数の手法や観測装置によって幾たびも物理量の測定がなされた。

### 視線速度(赤方偏移)と距離
1999年に、NGC 80を含む数万個の銀河についての情報をまとめたツヴィッキーカタログがアップデートされた際は、フレッド・ローレンス・ホイップル天文台の1.5m望遠鏡に取り付けられたFASTと名付けられた分光器を用いて、NGC 80の視線速度が5684±27km/sと求められた。
2001年に2MASSで観測された銀河のうち4192個の銀河のKバンドでの光度関数が求められた際には、NGC 80の赤方偏移が0.018993と求められた。
同年に世界中7か所の望遠鏡で30年以上にわたって得られたデータセットから銀河群の物理量を決定するSMACプロジェクトでは、NGC 80の赤方偏移を0.019117と求めた。。
2MASSを拡張させた2MASS XSCカタログに掲載された天体の中から距離を測定するために分光観測を行う2MASS赤方偏移サーベイという観測が行われており、そのデータのうち銀河群について解析した結果が2007年に発表された。それによるとNGC 80の視線速度は5698km/sで、距離は76.83Mpcだった。
2008年に発表された、球状星団から楕円銀河までの異なるスケールの星の集団からなる天体についてデータを精査した論文では、NGC80までの距離をほかの測定結果より近い73.4Mpcと報告している。
2015年には再び2MASS赤方偏移サーベイからの銀河群のデータについて解析がなされ、NGC 80の視線速度を5736km/sとしている。
同年に発表された、アメリカマクドナルド天文台のホビー・エバリー望遠鏡の分光器を用いて銀河の超大質量ブラックホールを探すサーベイでは、得られたスペクトルからNGC 80の視線速度を5646.3±14.2km/sと求めている。
2016年にはスピッツァー宇宙望遠鏡などのデータからCosmicflowsと呼ばれる18000近くの銀河のデータベースが作成・更新され、NGC 80の視線速度を5736km/s、距離を76.21Mpcと求めている。

### 金属量
2019年に発表された、MASSIVEサーベイの結果の一部によると、銀河系近傍の92の銀河について詳細な分光観測がなされ、その中にはNG C80も含まれていた。データセットによって、[Fe/H]=-0.30・[Fe/H]=-0.10という二通りの金属量の値が得られた。
NGC 80内での金属量の分布はかなり特異的であることが分かっており、銀河の核に含まれる恒星の金属量はその周囲の22.5倍も多く、特にマグネシウムに富んでいる。さらに、恒星の年齢も核周囲のバルジでは100億年を超えているのに対し、核に含まれる恒星の年齢は70億年程度と分かっている。

## NGC 80銀河群
NGC 80の周囲の銀河を含めたNGC 80銀河群が形成されており、そのうちのNGC 91とNGC 93は特異銀河のArp65としても記録されている。
2008年に発表されたロシアのBTA-6望遠鏡を用いてNGC 80銀河群中の7つの銀河の分光観測を行った結果、どの銀河もおおむねバルジの恒星の年齢は100億～150億年であったが、IC 1548だけは活発な星形成がより最近に起こっており、バルジの年齢が30億年、核の年齢が15億年と分かった。またこの銀河の周囲に見られた薄いガスの構造から、IC 1548が渦巻銀河からレンズ状銀河に形を変えたと考えられている。こうした変化は近傍の他の銀河からの相互作用によって起こり、その際にはスターバーストと呼ばれる活発な星形成が起こることが多い。また、この観測からは銀河群中のNGC 83がサブグループを形成しており、NGC 80銀河群に取り込まれていることも分かった。
翌2009年には同じ望遠鏡を用いて銀河群中の13の円盤銀河を観測した結果が発表され、銀河群中のUCM 0018+2216という銀河では現在も星形成が活発に行われていることが分かった。さらに、絶対等級が-18等級より明るい銀河では、2層の恒星構造が確認された。